# Kathetostoma nigrofasciatum
Kathetostoma nigrofasciatum is een straalvinnige vissensoort uit de familie van sterrenkijkers (Uranoscopidae). De wetenschappelijke naam van de soort is voor het eerst geldig gepubliceerd in 1915 door Waite & McCulloch.